# Hitachi Kinzoku
Hitachi Kinzoku K.K. (jap. 日立金属株式会社, Hitachi Kinzoku Kabushiki-gaisha, engl. Hitachi Metals, Ltd.) ist ein japanischer Hersteller von Spezialmetallen im Besitz der Hitachi-Gruppe.
2014 übernahm das Unternehmen für 1,3 Mrd. US-Dollar die amerikanische Gießerei Waupaca Foundry, die ThyssenKrupp 2012 verkauft hatte.

## Produkte
- YSS Spezialstähle (Werkzeugstahl, Messerstahl,[5] etc.)
- Walzen
- HNMTM und HERCUNITE Automobilguss
- NEOMAX Seltenerd- und NMF gesinterte Ferritmagnete
- Fittings
- Kabel[6]